# Vladimir Pletser
Vladimir Pletser, né à Bruxelles le 28 février 1956, est un physicien et ingénieur belge. Il est Directeur des Operations d'Entrainement spatial a Blue Abyss, en charge de l'entrainement des astronautes. De 2016 a 2018, il a été professeur invité - conseiller scientifique au Centre de technologie et d’ingénierie pour l’utilisation spatiale (Technology and Engineering Centre for Space Utilization , CSU) de l’Académie chinoise des sciences à Pékin, Chine. Il a supporté la préparation des expériences scientifiques en micropesanteur pour la station spatiale chinoise Tiangong et pour les vols paraboliques. Auparavant, il a travaillé en tant que physicien-ingénieur au Centre européen de recherche et technologies spatiales (ESTEC) de l'Agence spatiale européenne de 1985 a 2016. Il y a géré la préparation et l’organisation des expériences en impesanteur lors de vols paraboliques en avion. Il détient à ce titre un record du monde du plus grand nombre d'avions en vols paraboliques.
Il est candidat astronaute pour la Belgique depuis 1991. Membre de la Mars Society depuis 2001, il a participé à trois campagnes de simulation de missions martiennes habitées.

## Formation
Vladimir Pletser est diplômé de latin-mathématiques de l’Institut Saint-Boniface en 1973 et de scientifique spéciale du Collège Saint-Michel en 1974. Il obtient à l’université catholique de Louvain (UCL) à Louvain-la-Neuve le diplôme d’ingénieur civil mécanicien, spécialisation dynamique et systèmes (1979) ; une maitrise spéciale en physique, en géodésie spatiale (1980) ; et un doctorat en physique, en astronomie et astrophysique (1990).

## Carrière
Vladimir Pletser a travaillé comme ingénieur de recherche de 1980 à 1981 au département de géophysique externe de l’Institut royal météorologique de Belgique sur l'effet Doppler ionosphérique, et de 1981 à 1982, à la Faculté d'agronomie de l’UCL sur des problèmes de statistiques appliquées, de modélisation mathématique et de simulation.

En 1982, il est nommé professeur assistant à la Faculté des sciences de l’UCL et détaché à l'université de Kinshasa, Congo (ex-Zaïre), où il enseigne jusqu'en 1985 en physique, mathématiques appliquées, astronomie et géophysique.

## Carrière à l’ESA
En 1985, Vladimir Pletser intègre la Division des Projets et Plateformes de Micropesanteur (connue sous différents noms par le passé) du Directorat des Vols spatiaux habités et Opérations (connu également sous différents noms par le passé) à l’ESTEC, à Noordwijk aux Pays-Bas.

## Développement d’instrumentation scientifique
De 1985a 2016, il a suivi le développement technique d’instruments scientifiques et a été directement impliqué dans 30 expériences de micropesanteur lors de missions spatiales à bord de Spacelab, Spacehab, Foton et la Station spatiale internationale comme coordinateur d’expériences et responsable des opérations au sol, pour des expériences dans différents domaines. En physique des fluides, plusieurs expériences ont été conduites avec l’Advanced Fluid Physics Module (AFPM) pendant la mission Spacelab D2 - STS-55 d’avril 1993, et avec le Bubble, Drop and Particle Unit, (BDPU) pendant la mission Spacelab LMS – STS-78 de juin 1996. Des expériences en cristallisation des protéines ont été réalisées avec l’Advanced Protein Crystallization Facility (APCF) pendant la mission Spacehab-STS-95 d’octobre 1998, et avec le Protein Crystallisation Diagnostics Facility (PCDF) à bord du laboratoire Columbus (STS-122) de février 2008 à juillet 2009 (STS-119/STS-127). La synthèse de zéolites a été étudiée avec les instruments Zeogrid dans le module russe Zvezda de l’ISS en octobre 2002, et Nanoslab dans le laboratoire américain Destiny de l’ISS en octobre 2002 et octobre 2003. Le projet du Solution Crystallization Diagnostics Facility (SCDF), démarré en 2008 pour l’étude en détail de la synthèse des protéines, des zéolites et des colloïdes, fut malheureusement interrompu en 2012 pour raisons budgétaires.
Les processus symbiotiques entre poissons et algues ont été observés et mesurés avec l’AquaHab à bord du satellite automatique russe Foton M3 en septembre 2007.
Un programme de recherche de plus de 15 ans d’une équipe de l’UCL sur la préhension et la dextérité manuelle en impesanteur lors de vols paraboliques débouche sur la construction d’un instrument, le Dexterous Manipulation (DEX), prévu pour la Station spatiale internationale. L’instrument DEX fut détruit avec le vaisseau Cygnus d’Orbital Sciences lors de l’explosion de la fusée Antares au décollage le 28 octobre 2014. Un second instrument DEX a été construit et lancé vers la Station spatiale internationale.

## Vols paraboliques
De 1985 a 2016, Vladimir Pletser est responsable des campagnes de vols paraboliques de l’ESA en avions pour les expériences de micropesanteur de courte durée. Il est le spécialiste de la micropesanteur en vols paraboliques d’avions pour lesquels il détient un record du monde, il est connu comme ‘Monsieur Vols Paraboliques’, ‘Monsieur Paraboles’, ‘Homo Parabolicus’ ou ‘Monsieur Microgravité’. De 2013 à 2016, il est détaché par l’ESA en tant qu’expert à Novespace comme instructeur de vol pour les vols paraboliques de découverte ouverts au public . Il participe ainsi à 14 vols de 2013 à 2016 à Bordeaux et à Zurich, Suisse.

### Campagnes de recherche et d’étudiants de l’ESA
Il a organisé et dirigé 65 campagnes de recherche en micropesanteur de l’ESA pour des expériences de physique, de sciences de la vie et de technologie à bord du KC-135/930 de la NASA de 1985 à 1988, de la Caravelle du CNES de 1989 à 1995, de l'Iliouchine Il-76 MDK russe en 1994, du Cessna Citation II néerlandais en 2001, et de l’Airbus A300 ZERO-G, de 1997 à 2014, et de l’Airbus A310 ZERO-G depuis 2015.
En 2011 et 2012, il a organisé et dirigé avec le CNES et la DLR les deux premières campagnes conjointes européennes de recherche en pesanteur partielle lunaire et martienne , avec l’Airbus A300 ZERO-G.

De 1994 à 2006, il participe à l’organisation et aux vols de 8 campagnes d’étudiants de l’ESA à bord de la Caravelle en 1994, du KC-135/931 de la NASA en 1995, et de l'Airbus A300 ZERO-G de 2000 à 2006. À partir de 2010, il participe au programme ‘Fly Your Thesis’ de l’ESA, invitant les étudiants universitaires européens à soumettre des propositions d’expériences liées à leur travail de thèse. Les expériences sélectionnées participent ensuite aux campagnes scientifiques.

### Campagnes d’étudiants de Bruxelles et de Belgique
En 2002, il lance un nouveau projet en Belgique, celui de faire voler des élèves du secondaire lors de campagnes d'étudiants de l’ESA. En collaboration avec la Région de Bruxelles-Capitale et l'Euro Space Society, il organise un concours pour les écoles secondaires de Bruxelles invitant les étudiants à proposer des expériences à réaliser en micropesanteur. Cinq équipes d'étudiants bruxellois participent à la 3e campagne d’étudiants de l’ESA en juillet 2003 à bord de l’Airbus A300 ZERO-G opérant pour la première fois hors de France et atterrissant à Bruxelles.
Ce projet connait un tel succès qu’il est répété en 2006 avec le Service public de Programmation de la Politique scientifique fédérale belge et l'Euro Space Society pour les étudiants des écoles secondaires de toute la Belgique. En juillet 2006, six équipes d’étudiants d’écoles secondaires belges participent à la 9e campagne d’étudiants de l’ESA qui voit l’Airbus A300 ZERO-G atterrir à nouveau à Bruxelles. 

### Participation à d’autres campagnes
Vladimir Pletser est invité à participer à plusieurs autres campagnes. En 1992, il participe à une campagne de la DLR à bord du KC-135/930 la NASA à Houston pour entrainer les astronautes allemands aux opérations de l’AFPM avant la mission Spacelab D2 - STS-55.
En 1993, il participe à des vols paraboliques à bord d’un Fouga Magister de la Force aérienne belge pour mesurer les niveaux de micropesanteur pendant les vols.
En 1995, il est invité par la NASA à participer à une campagne à bord du DC-9/30 du Lewis Research Center afin de préparer une expérience du BDPU pour la mission Spacelab LMS – STS-78.
En 1999, il est invité à participer à deux campagnes du CNES et de la DLR avec l'Airbus A300 ZERO-G comme sujet d’expériences médicales.
En 2004, il est invité à voler sur l’avion Short Skyvan autrichien.
En 2011, l'Agence spatiale canadienne l’invite à participer à des vols paraboliques à bord du Falcon 20 à Ottawa afin d’aider à une expérience de combustion. En 2016, il participe comme Professeur invité au Programme d’Études spatiales (SSP-16) de l’Université internationale de l’Espace (International Space University, ISU) qui se tient au Technion à Haïfa, Israël. Il participe à une série de vols paraboliques avec un planeur  Grob G103a Twin II organisé par le Département de Sciences spatiales de l’ISU pour une série d’expériences proposées par les étudiants de l’ISU, réalisant ainsi les premiers vols paraboliques scientifiques au Moyen-Orient.

### Nombres d’expériences et de paraboles
Lors des 90 campagnes auxquelles il a participé, il a supervisé plus de 1000 expériences en micropesanteur. Il a été chercheur principal de 11 expériences de mesures micro-accélérométriques des niveaux de micropesanteur et de 2 expériences de physique des fluides. Il a participé en tant qu’opérateur à 79 expériences de sciences physiques et en tant que sujet à 95 expériences physiologiques et médicales, en préparation à plusieurs missions Spacelab, Spacehab, sur la station spatiale russe Mir et sur la Station spatiale internationale.
Il accumule un total de 7 389 paraboles, représentant un total de 39 h 34 min d'impesanteur, équivalent à 26,3 orbites terrestres, plus que les premiers astronautes américains, les premiers cosmonautes russes, et le premier taïkonaute chinois. Il accumule un total de 53 min en pesanteur martienne et 50 min en pesanteur lunaire pendant les vols paraboliques en g partiel.

### Record du monde pour le nombre d’avions en vols paraboliques
Vladimir Pletser est seul au monde à avoir effectué des paraboles sur 14 avions différents: les KC-135/930, KC-135/931, et DC-9/30 de la NASA; l’Airbus A300 ZERO-G du CNES et de l’ESA; la Caravelle du CNES; l’Iliouchine Il-76 MDK russe; le Falcon 20 de l'Agence spatiale canadienne; le Cessna Citation II de la NLR néerlandaise; un Fouga Magister belge; le Short Skyvan autrichien; un planeur Grob G103a Twin II; un planeur ASK21; et un Cessna 150. Il détient le record du monde officiel Guinness pour le plus grand nombre d'avions en vols paraboliques (neuf), accordé en 2010 avant sa participation aux vols du Falcon 20 en 2011, de l’Airbus A310 depuis 2015, le planeur Grob G103a Twin II en 2016, et le planeur ASK21 en 2018.

## Sélections d’astronautes de l'ESA et de la NASA
Vladimir Pletser est sélectionné en mai 1991 par la Belgique parmi 550 candidats comme candidat astronaute spécialiste de laboratoire, avec 4 autres candidats, dont Marianne Merchez et Frank De Winne, mais il n’est pas retenu au terme de la sélection de l’ESA en mai 1992. 

En mai 1992, il pose sa candidature à la NASA comme candidat astronaute spécialiste de charge utile pour la 2e mission International Microgravity Laboratory Spacelab (IML-2) - STS-65. Bien que recommandé par des membres du Comité des Investigateurs de la mission, sa demande n'est pas considérée par la NASA. 

En janvier 1995, il est présenté officiellement par la Belgique en tant que candidat astronaute spécialiste de charge utile pour la mission Life and Microgravity Spacelab - STS-78 de la NASA. Quatre autres candidats sont présentés respectivement par le CNES, l'Agence spatiale canadienne, l'Agence spatiale italienne et l'ESA. Après recommandation du Comité des Investigateurs de la mission, les 5 candidats se présentent en mars 1995 au Johnson Space Center de la NASA pour les examens médicaux et les séances d’information sur les expériences médicales. Il passe l’examen médical avec succès et est officieusement informé qu’une des places d’astronaute spécialiste de charge utile suppléant lui est proposée, ayant reçu le plus de recommandations du Comité des Investigateurs de la mission. Il commence avec les trois autres candidats sélectionnés deux mois d’entrainement au Johnson Space Center de la NASA, au Payload Crew Training Complex du Marshall Space Flight Center de la NASA à Huntsville, à l’ESTEC et dans plusieurs laboratoires universitaires américains. Cependant, en mai 1995, la NASA annonce la sélection des Dr Jean-Jacques Favier (CNES) et Dr Robert Thirsk (Agence spatiale canadienne) comme astronautes spécialistes de charge utile, et des Dr Luca Urbani (en) (Agence spatiale italienne) et M. Pedro Duque (ESA) comme astronautes spécialistes de charge utile suppléants.

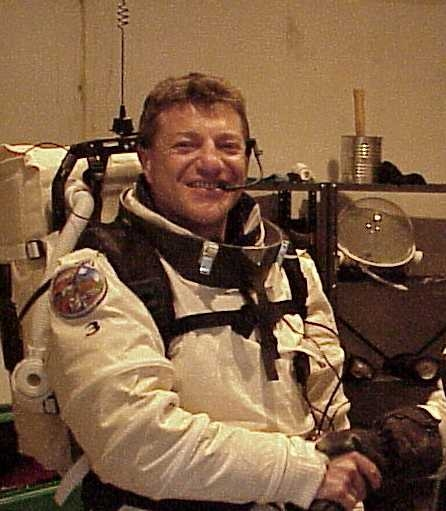
Vladimir Pletser en combinaison de sortie extra-véhiculaire martienne à la Station FMARS en 2001.

## Campagnes de simulation de missions martiennes habitées
En 2001, Vladimir Pletser est sélectionné parmi 250 candidats par la Mars Society pour participer en juillet 2001 à la première campagne internationale de simulation d’une mission habitée martienne à la Flashline Mars Arctic Research Station (en) (FMARS) sur l’Île Devon dans l’Arctique canadien avec l’équipage FMARS-2.
Il est responsable d’une expérience sismique pour la détection de nappes aquifères souterraines. 

Invité de nouveau par la Mars Society, il participe en avril 2002 à une deuxième campagne internationale de simulation de mission martienne habitée dans la Mars Desert Research Station (MDRS) dans le désert de l'Utah avec l’équipage MDRS-5 dans un isolement strict pendant deux semaines Il est responsable d’une expérience psychologique sur la croissance de plantes dans l’habitat martien. 

Pendant ces deux missions, il tient un journal de bord à la FMARS et à la MDRS.
Il a publié un livre relatant ses séjours pendant ces deux simulations .

En 2009, dans le cadre du projet EuroGeoMars de l'ESA visant à étudier les aspects humains et scientifiques de futures missions habitées sur des surfaces planétaires extra-terrestres, il participe à une troisième campagne de simulation martienne à la MDRS comme Commandant de l’équipage MDRS-76. Il est responsable d’une série d'expériences sur les aspects humains. 

Pendant ces trois campagnes, il a participé à un total de 36 expériences en géophysique, biologie, navigation et reconnaissance, psychologie et facteurs humains. Il a accumulé un total de 44h 30m en sortie extravéhiculaire au cours de 16 sorties extravéhiculaires simulées, dont 9 comme Commandant. 

## Carrière académique et scientifique
Vladimir Pletser est Professeur invité dans plusieurs universités en Belgique, France et Espagne. Il a donné plusieurs centaines de conférences, séminaires et cours invités sur la recherche en micropesanteur, l’astronautique, l’astronomie, la géophysique, l’exploration de Mars, et le SETI dans une trentaine d’universités et académies et pour les écoles et le grand public en Europe, Afrique et Asie.
Dans le cadre du programme de sensibilisation des jeunes aux études et carrières scientifiques et techniques du Gouvernement de la Région de Bruxelles-Capitale, 16 000 élèves des écoles bruxelloises ont assisté à ses conférences entre 2001 et 2011.

Ses recherches théoriques sur la cosmogonie du système solaire conduisent à la publication en 1990 d'une thèse de doctorat sur les relations de distance des planètes et satellites, où les positions radiales des nouveaux satellites et anneaux d'Uranus et de Neptune sont calculées avant leur découverte par la sonde Voyager 2.
En 1998, il démontre l’hypothèse que l'os d'Ishango, l'outil mathématique le plus ancien de l'humanité, est une calculatrice primitive dans les bases 6 et 12.
Ayant été sujet d'une expérience d’électroencéphalographie en vols paraboliques en 1991, il participe à l'analyse des résultats et propose une nouvelle méthode basée sur la dynamique non linéaire chaotique, menant en octobre 1999 à l'octroi d'un brevet.